# Bengt Hartman
Bengt Hartman, född den 19 december 1926 i Malmö, död 6 oktober 2009 i Hörby, var en svensk friidrottare (stående höjdhopp). Han tävlade för klubbarna IFK Östersund och Godtemplarnas IF, Östersund och vann SM i stående höjdhopp år 1954 och 1958. 